# Baráth Ferenc (tanár)
Baráth Ferenc (Pápa, 1824. január 7. – Pápa, 1905. december 16.) pápai református főiskolai jogtanár, főszolgabíró, honvéd százados.

## Élete
Köznemes szülők gyermeke; iskoláit szülőhelyén végezte a református kollégiumban. Joggyakorlatra Pestre ment 1847-ben és ősszel felesküdött jurátusnak; mielőtt azonban ügyvédi vizsgát tehetett volna, 1848-ban áprilisában hazatért Pápára, majd belépett a nemzetőrségbe. Mint nemzetőr főhadnagyot a Dráva mentén fölállított kordonhoz vezényelték hat hétre. Azon év augusztus havában honvédnek állott be, több csatában vett részt és kapitányi ranggal kapitulált Komáromban a 46. h. zászlóaljban.
Komáromi szolgálata során már verseket írt és Komáromi Értesítő segédszerkesztőjeként dolgozott. 1849 októberében hazament Pápára. Az 1851-52. tanévre a pápai főiskolába jogtanárrá választották, mivel pedig a Bach-rendszer által követelt német nyelvet tannyelvül el nem fogadták, a főiskolától a nyilvánossági jog elvétetvén, a jogakadémia három év múlva megszűnt. Ekkor a főgimnáziumhoz ment át a történelem és földrajz tanárául. Az 1861-es választásokat követően letette az ügyvédi vizsgákat. 1867-ben Veszprém vármegye pápai főszolgabírájává, azután a pápai református egyházmegye gondnokává választották. A jogakadémiát a pápai kollégiumban újra megnyitották és az 1876-77. tanévtől ismét tanár lett.
A Protestáns Egyházi és Iskolai Lapba írt leginkább a kerület és főiskola pénzügyi dolgairól és némely egyházpolitikai kérdésekről, ez utóbbiakról többnyire névtelenül; főszolgabíró korában pedig a hagyatéki ügyeknek és főleg az árvák vagyonának az akkor gyakorlatban levőnél célszerűbb kezeléséről írt a megyei lapokba.

## Művei
- Egyetemes polgári (politicai) földrajz gymn. használatra kézikönyvül. Pápa. 1864.
- Mér- és természettani földrajz, az algymn. használatára kézikönyvül. Uo. 1865.
- 1903/2007: Emlékeim 1849-ből. Pápai Lapok 1903/17 (2007 Acta Papensia 7/3-4)